# FK Astaná
El Fútbol Club Astaná, (en kazajo: Астана Футбол Клубы; Astaná futbol kluby) fundado el 27 de diciembre de 2009 y hasta 2011 conocido como Lokomotiv Astana, es un club de fútbol kazajo ubicado en la ciudad de Astaná. Juega en la Liga Premier de Kazajistán, máxima categoría nacional.

## Historia
El equipo se fundó en 2009 con la fusión del FC Alma-Ata y Megasport, los dos clubes más importantes de Nur-sultán. Su primer nombre fue «Lokomotiv Astana» porque entonces estaba patrocinado por Qazaqstan Temir Zholy, la compañía ferroviaria estatal. Los planes de impulsar el fútbol en esa ciudad incluían la construcción de un nuevo estadio, el Astana Arena, que a partir de ese año comenzó a ser utilizado por el Lokomotiv y por la selección de Kazajistán.
Desde un primer momento, el equipo se caracterizó por contratar jugadores de prestigio como Andréi Tíjonov y Egor Titov, provenientes de la Liga Premier de Rusia. Un año después de su fundación ganó el primer título, la Copa de Kazajistán de 2010, pero no se clasificó para competiciones europeas porque, según las reglas UEFA, necesitaba al menos tres años de vida para jugar la Liga Europea.
En 2012, el FC Astana pasó a estar controlado por el club polideportivo Astana Presidential Sports Club, fundado por el presidente Nursultán Nazarbáyev para promocionar la capital y el deporte kazajo. Su buena marcha deportiva continuó con los campeonatos de la Copa de Kazajistán de 2012 y de la Liga Premier de Kazajistán de 2014, la primera de su historia.
El Astana es el primer equipo de Kazajistán que ha conseguido clasificarse para la fase de grupos de la Liga de Campeones de la UEFA, en su edición 2015/16. Contra todo pronóstico, el equipo liderado por el centrocampista serbio Nemanja Maksimović eliminó en las rondas previas al NK Maribor, HJK Helsinki y APOEL Nicosia. En la fase de grupos ha conseguido 4 empates y 2 derrotas. Los 3 empates en casa y 1 empate y 2 derrotas fuera de casa. Le tocaba en el grupo C al Atlético de Madrid, Benfica y Galatasaray.
En la Liga Europa de la UEFA 2017-18, el Astana clasifica a dieciseisavos de final del torneo tras quedar segundo del Grupo A, obteniendo 10 puntos, fruto de 1 victoria ante el Slavia Praga, 1 empate ante este último y 2 victorias ante el Maccabi Haifa Football Club. Quedó eliminado en esa instancia, al perder en la ida de local ante Sporting de Lisboa por 1-3 y empatar en la vuelta por 3-3.

## Jugadores

### Plantilla y cuerpo técnico 2025
- = Lesionado de larga duración

### Jugadores destacados
| - Talgat Adyrbekov - Igor Avdeev - Aleksei Bulucevsky - Andrei Karpovich - Timur Khalmuratov - Zakhar Korobov - Zhambyl Kukeyev - Roman Nesterenko - Sergey Ostapenko - Ruslan Sakhalbaev - Maksim Samchenko - Murat Suyumagambetov | - Baffour Gyan - Patrick Twumasi - Bobi Bozinovski - Vlade Lazarevski - Valeriu Andronic - Igor Bugaiov - Anatolie Doroş - Eduard Valutsa - Dragan Bogavac - Roman Gerus - Mikhail Rozhkov - Andrey Tikhonov | - Egor Titov - Evgeniy Naboychenko - Arslan Satubaldin - Madiyar Muminov - Aleksandr Shatskikh - Maksim Shatskikh - Roger Cañas - Nemanja Maksimović |

## Entrenadores

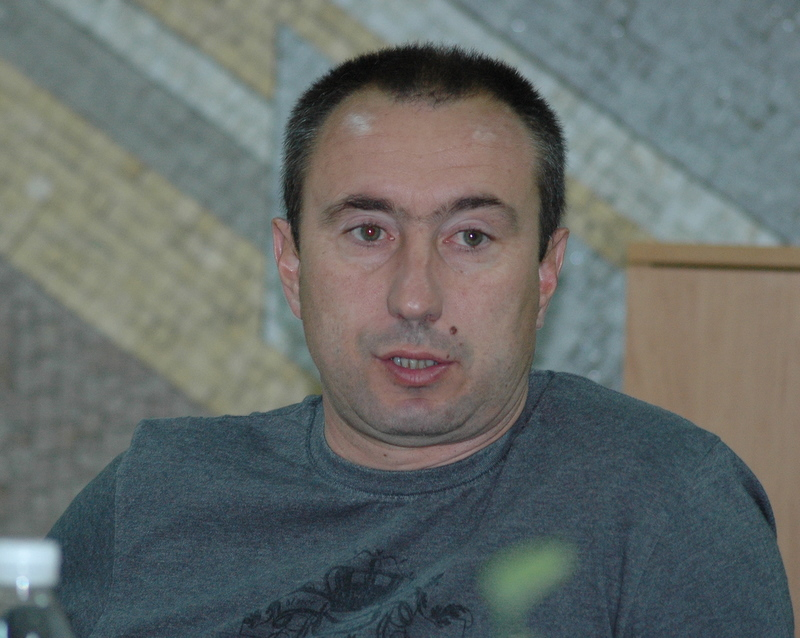
Stanimir Stoilov dirigió al club desde 2014 hasta 2018.

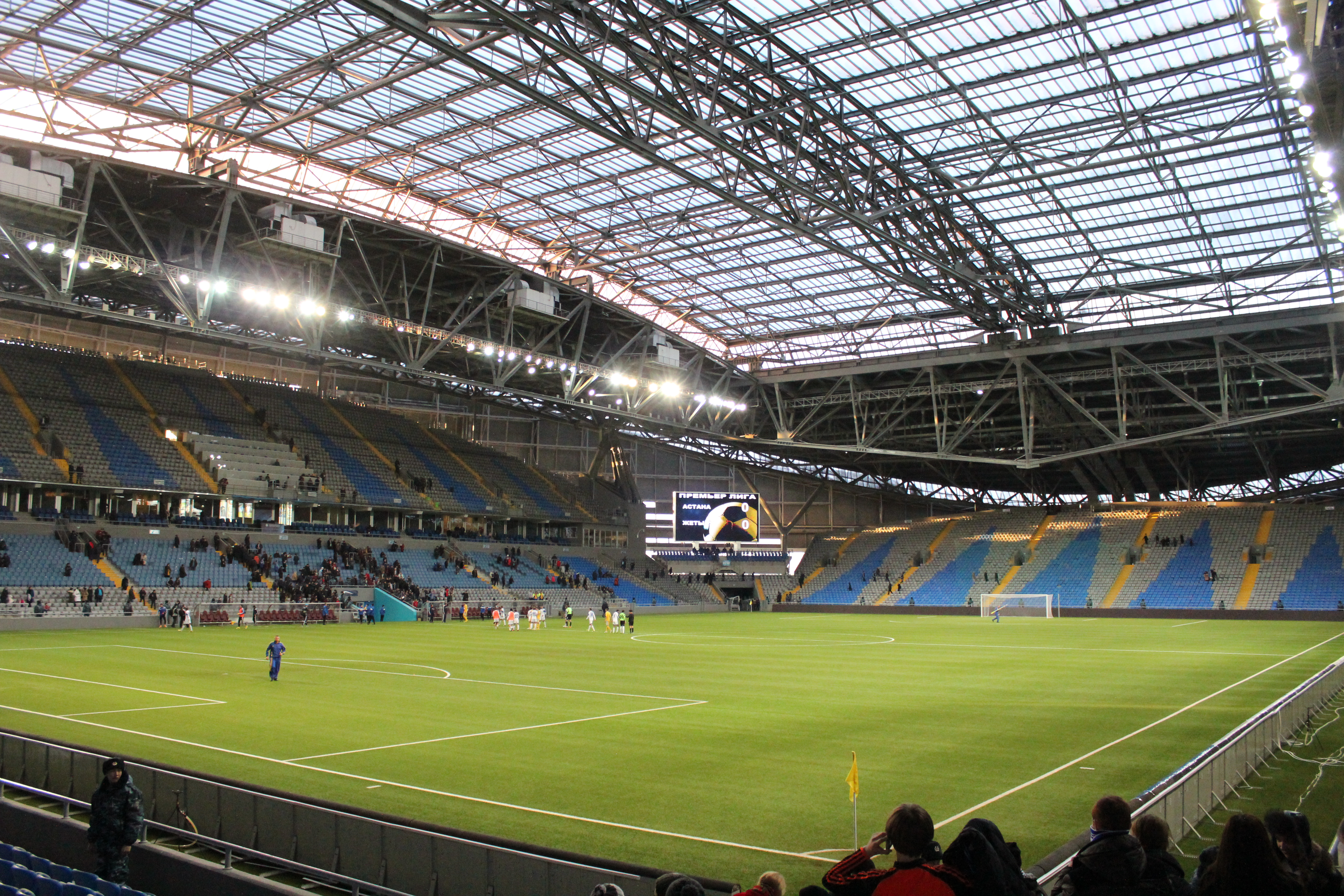
El Astana Arena por dentro.

| Nombre                     | Periodo                           |
| -------------------------- | --------------------------------- |
| Vakhid Masudov             | Enero de 2009 – febrero de 2009   |
| Sergei Yuran               | Febrero de 2009 – enero de 2010   |
| Holger Fach                | Enero de 2010 – noviembre de 2011 |
| Oleh Protasov              | Noviembre de 2011 – abril de 2012 |
| Miroslav Beránek           | Mayo de 2012 – julio de 2013      |
| Grigori Babayan (interino) | Julio de 2013                     |
| Ioan Andone                | Julio de 2013 – noviembre de 2013 |
| Vadim Abramov              | Noviembre – diciembre de 2013     |
| Grigori Babayan (interino) | Enero de 2014 – junio de 2014     |
| Stanimir Stoilov           | Junio 2014 – 2018                 |
| Grigori Babayan            | 2018                              |
| Roman Hryhorchuk           | 2018–2020                         |
| Michal Bílek               | 2020                              |

## Clubes Afiliados
- Real Sociedad (2013-presente)[8]
- Galatasaray S.K. (2014-presente)[9]

## Palmarés

### Torneos nacionales (16)
- Liga Premier de Kazajistán (7): 2014, 2015, 2016, 2017, 2018, 2019, 2022.
- Copa de Kazajistán (3): 2010, 2012, 2016
- Supercopa de Kazajistán (6): 2011, 2015, 2018, 2019, 2020, 2023

## Participación en competiciones de la UEFA
| Competicion UEFA | Competicion UEFA              | Competicion UEFA       | Competicion UEFA    | Competicion UEFA | Competicion UEFA | Competicion UEFA |
| Temporada        | Torneo                        | Ronda                  | Club                | Casa             | Visita           | Global           |
| ---------------- | ----------------------------- | ---------------------- | ------------------- | ---------------- | ---------------- | ---------------- |
| 2013-14          | UEFA Europa League            | Clasificatoria 1       | Botev Plovdiv       | 0-1              | 0-5              | 0-6              |
| 2014-15          | UEFA Europa League            | Clasificatoria 1       | Pyunik              | 2-0              | 4-1              | 6-1              |
| 2014-15          | UEFA Europa League            | Clasificatoria 2       | Hapoel Tel Aviv     | 3-0              | 0-1              | 3-1              |
| 2014-15          | UEFA Europa League            | Clasificatoria 3       | AIK                 | 1-1              | 3-0              | 4-1              |
| 2014-15          | UEFA Europa League            | Play-Off               | Villarreal          | 0-3              | 0-4              | 0-7              |
| 2015-16          | UEFA Champions League         | Clasificatoria 2       | Maribor             | 3-1              | 0-1              | 3-2              |
| 2015-16          | UEFA Champions League         | Clasificatoria 3       | HJK Helsinki        | 4-3              | 0-0              | 4-3              |
| 2015-16          | UEFA Champions League         | Play-Off               | APOEL Nicosia       | 1-0              | 1-1              | 2-1              |
| 2015-16          | UEFA Champions League         | Fase de grupos         | Benfica             | 2-2              | 0-2              | 4° lugar         |
| 2015-16          | UEFA Champions League         | Fase de grupos         | Galatasaray         | 2-2              | 1-1              | 4° lugar         |
| 2015-16          | UEFA Champions League         | Fase de grupos         | Atlético de Madrid  | 0-0              | 0-4              | 4° lugar         |
| 2016-17          | UEFA Champions League         | Clasificatoria 2       | Žalgiris Vilnius    | 0-0              | 2-1              | 2-1              |
| 2016-17          | UEFA Champions League         | Clasificatoria 3       | Celtic              | 1-1              | 1-2              | 2-3              |
| 2016-17          | UEFA Europa League            | Play-Off               | BATE Borisov        | 2-0              | 2-2              | 4-2              |
| 2016-17          | UEFA Europa League            | Fase de grupos         | APOEL Nicosia       | 2-1              | 1-2              | 4° lugar         |
| 2016-17          | UEFA Europa League            | Fase de grupos         | Young Boys          | 0-0              | 0-3              | 4° lugar         |
| 2016-17          | UEFA Europa League            | Fase de grupos         | Olympiacos          | 1-1              | 1-4              | 4° lugar         |
| 2017-18          | UEFA Champions League         | Clasificatoria 2       | Spartaks Jūrmala    | 1-0              | 1–1              | 2-1              |
| 2017-18          | UEFA Champions League         | Clasificatoria 3       | Legia Warszawa      | 3-1              | 0-1              | 3-2              |
| 2017-18          | UEFA Champions League         | Play-Off               | Celtic              | 4-3              | 0-5              | 4-8              |
| 2017-18          | UEFA Europa League            | Fase de grupos         | Hapoel Tel Aviv     | 4-0              | 1-0              | 2° lugar         |
| 2017-18          | UEFA Europa League            | Fase de grupos         | Slavia Praga        | 1-1              | 1-0              | 2° lugar         |
| 2017-18          | UEFA Europa League            | Fase de grupos         | Villarreal          | 2-3              | 1-3              | 2° lugar         |
| 2017-18          | UEFA Europa League            | Dieciseisavos de final | Sporting Lisboa     | 1-3              | 3-3              | 4-6              |
| 2018-19          | UEFA Champions League         | Clasificatoria 1       | Sutjeska Nikšić     | 1-0              | 2-0              | 3-0              |
| 2018-19          | UEFA Champions League         | Clasificatoria 2       | Midtjylland         | 2-1              | 0-0              | 2-1              |
| 2018-19          | UEFA Champions League         | Clasificatoria 3       | Dinamo Zagreb       | 0-2              | 0-1              | 0-3              |
| 2018-19          | UEFA Europa League            | Play-Off               | APOEL               | 1-0              | 0-1              | 1-1 (2–1 p.)     |
| 2018-19          | UEFA Europa League            | Fase de grupos         | Dynamo Kiev         | 0-1              | 2-2              | 3° lugar         |
| 2018-19          | UEFA Europa League            | Fase de grupos         | Rennes              | 2-0              | 0-2              | 3° lugar         |
| 2018-19          | UEFA Europa League            | Fase de grupos         | Jablonec            | 2-1              | 1-1              | 3° lugar         |
| 2019-20          | UEFA Champions League         | Clasificatoria 1       | CFR Cluj            | 1-0              | 1-3              | 2-3              |
| 2019-20          | UEFA Europa League            | Clasificatoria 2       | Santa Coloma        | 4-1              | 0-0              | 4-1              |
| 2019-20          | UEFA Europa League            | Clasificatoria 3       | Valletta            | 5-1              | 4-0              | 9-1              |
| 2019-20          | UEFA Europa League            | Play-Off               | BATE Borísov        | 3-0              | 0-2              | 3-2              |
| 2019-20          | UEFA Europa League            | Fase de grupos         | Manchester United   | 2-1              | 0-1              | 4° lugar         |
| 2019-20          | UEFA Europa League            | Fase de grupos         | Partizán            | 1-2              | 1-4              | 4° lugar         |
| 2019-20          | UEFA Europa League            | Fase de grupos         | AZ                  | 0-5              | 0-6              | 4° lugar         |
| 2020-21          | UEFA Champions League         | Clasificatoria 1       | Dinamo Brest        | -                | 3-6              | 3-6              |
| 2020-21          | UEFA Europa League            | Clasificatoria 2       | Budućnost Podgorica | 0-1              | -                | 0-1              |
| 2021-22          | UEFA Europa Conference League | Clasificatoria 2       | Aris Salónica       | 2-0              | 1-2              | 3-2 (t. s.)      |
| 2021-22          | UEFA Europa Conference League | Clasificatoria 3       | KuPS                | 3-4              | 1-1              | 4-5              |
| 2022-23          | UEFA Europa Conference League | Clasificatoria 2       | Raków Częstochowa   | 0-1              | 0-5              | 0-6              |
| 2023-24          | UEFA Champions League         | Clasificatoria 1       | Dinamo Tbilisi      | 1-1              | 2-1              | 3-2              |
| 2023-24          | UEFA Champions League         | Clasificatoria 2       | Dinamo Zagreb       | 0-2              | 0-4              | 0-6              |
| 2023-24          | UEFA Europa League            | Clasificatoria 3       | Ludogorets          | 2-1              | 1-5              | 3-6              |
| 2023-24          | UEFA Europa Conference League | Play-Off               | FK Partizani        | 1-0              | 1-1              | 2-1              |
| 2023-24          | UEFA Europa Conference League | Grupo C                | Dinamo Zagreb       | 0-2              | 1-5              | 3º lugar         |
| 2023-24          | UEFA Europa Conference League | Grupo C                | Viktoria Plzen      | 1-2              | 0-3              | 3º lugar         |
| 2023-24          | UEFA Europa Conference League | Grupo C                | Ballkani            | 0-0              | 2-1              | 3º lugar         |
| 2024-25          | UEFA Europa Conference League | Clasificatoria 2       | Milsami Orhei       | 1-0              | 1-1              | 2-1              |
| 2024-25          | UEFA Europa Conference League | Clasificatoria 3       | Corvinul Hunedoara  | 6-1              | 2-1              | 8-2              |
| 2024-25          | UEFA Europa Conference League | Play-Off               | Brann Bergen        | 3-0              | 0-2              | 3-2              |
| 2024-25          | UEFA Europa Conference League | Fase Liga              | FK TSC              | 1-0              |                  |                  |
| 2024-25          | UEFA Europa Conference League | Fase Liga              | TNS                 |                  | 0-2              |                  |
| 2024-25          | UEFA Europa Conference League | Fase Liga              | Pafos FC            |                  | 0-1              |                  |
| 2024-25          | UEFA Europa Conference League | Fase Liga              | Vitoria SC          |                  |                  |                  |
| 2024-25          | UEFA Europa Conference League | Fase Liga              | Chelsea             |                  |                  |                  |
| 2024-25          | UEFA Europa Conference League | Fase Liga              | APOEL               |                  |                  |                  |

### Tabla estadística por competencia
Actualizado a la Temporada 2020/21.
| Torneo                             | Temp. | PJ | PG | PE | PP | GF | GC  | Dif. | Puntos |
| ---------------------------------- | ----- | -- | -- | -- | -- | -- | --- | ---- | ------ |
| Liga de Campeones de la UEFA       | 5     | 30 | 11 | 10 | 9  | 34 | 39  | −5   | 43     |
| Liga Europea de la UEFA            | 5     | 44 | 17 | 9  | 20 | 64 | 73  | −9   | 50     |
| Liga Europa Conferencia de la UEFA | 1     | 2  | 0  | 0  | 2  | 0  | 6   | -6   | 0      |
| -                                  | 11    | 78 | 28 | 19 | 31 | 98 | 118 | −20  | 93     |